# Йиндржих I из Рожмберка
Йиндржих I из Рожмберка (чеш. Jindřich I. z Rožmberka; ум. 4 июля 1310, Прага) — средневековый чешский феодал и государственный деятель из рода Рожмберков. Высочайший коморник Чешского королевства в 1301—1310 годах. Перенёс административно-экономический центр рожмберкских владений в Чески-Крумлов.

## Происхождение и молодые годы
Йиндржих I был сыном основателя панского рода Рожмберков, высочайшего маршалка Чешского королевства Вока I из Рожмберка (ум. 1262), занимавшего высокое положение при дворе короля Пршемысла Отакара II, и Гедвиги фон Шаумбург (ум. 1315), происходившей из влиятельной верхнеавстрийской феодальной семьи и бывшей на много младше своего мужа. Когда в 1262 году умер отец, Йиндржих и его брат Витек были ещё малолетними детьми, поэтому первые письменные упоминания о братьях относятся уже к семидесятым годам XIII века.
Несовершеннолетние Йиндржих и Витек (ум. 1277), судя по всему, проживали совместно с матерью, поскольку в первых источниках они упоминаются вместе: в грамоте 1271 года Гедвига с сыновьями пожертвовали Вишебродскому монастырю храм в Рожмберке, а в грамоте от 19 марта 1272 года они вновь вместе пожертвовали тому же монастырю несколько деревень. 19 марта 1274 года молодые Йиндржих и Витек присутствовали на собрании Витковичей в Рожмберке и, вероятно, в 1276 году присоединились к мятежу Витковичей против короля Пршемысла Отакара II. Участие Йиндржиха из Рожмберка в феодальном мятеже против короля, видимо, было несущественным и Йиндржих вскоре примирился с Пршемыслом Отакаром. Незадолго до битвы на Моравском поле Йиндржих составил завещание, датированное 13 июля 1278 года, в котором отказал Вишебродскому монастырю ещё четыре деревни. Судя по всему, Йиндржих из Рожмберка участвовал в битве на стороне короля. Накануне сражения он был среди тех дворян, которые пытались примирить короля с Завишем из Фалькенштейна (ум. 1290).

## Расширение владений и служба при дворе
Достигнув совершеннолетия и приступив к самостоятельному управлению родовыми имениями, Йиндржих I продолжил материально поддерживать и развивать Вишебродский монастырь, основанный его отцом и ставший фамильной усыпальницей панов из Рожмберка. В 1281 году он передал во владение монастыря ещё 8 деревень и подтвердил все пожалования монастырю, сделанные при жизни его покойными отцом и братом Витеком. В это же время Йиндржих из Рожмберка, очевидно, близко сошёлся со своим дальним родственником Ольдржихом из Градца, который часто фигурирует в качестве свидетеля в грамотах Йиндржиха на протяжении 1281—1303 годов. Более того, Ольдржих достиг с королём Вацлавом II соглашения о том, что в случае отсутствия у Ольдржиха сыновей наследником его владений станет Йиндржих из Рожмберка. В период фактического правления Завиша из Фалькенштейна Йиндржих был его сторонником, о чём свидетельствуют сохранившиеся грамоты 1284—1285 годов, в которых Йиндржих из Рожмберка выступает свидетелем на стороне Завиша. 24 мая 1284 года Йиндржих I вместе с ведущими представителями рода Витковичей подписал соглашение о мире и дружбе с представителями других влиятельнейших фамилий королевства, призванное прекратить нарастающее противостояние в среде чешского дворянства.
В 1285 году Йиндржих продал селение Невеклов Здеразскому монастырю каноников Гроба Господня, при этом он сделал каноникам скидку на 40 гривен взамен на обязательство монастыря трижды в год обеспечивать постой Йиндржиха и 25 человек его свиты в Невеклове во время его поездок в Прагу. Спустя два года Йиндржих выменял у Завиша из Фалькенштейна деревни Стадлец и Кршида, которые затем включил в состав панства Пршибенице. В это же время начинается и придворная карьера Йиндржиха из Рожмберка — он принимает участие в достижении мирного соглашения между королём Вацлавом II и герцогом Австрии Альбрехтом I Габсбургским, подписанного 16 мая 1288 года. В том же году начался очередной мятеж Витковичей против королевской власти, вызванное арестом Завиша из Фалькенштейна, и Йиндржих покинул королевский двор, примкнув к своим восставшим родственникам. Весной 1290 года Йиндржих I отошёл от дальнейшего участия в продолжавшемся мятеже и, судя по всему, примирился с королём.
Вернувшись ко двору, Йиндржих продолжил укрепление и расширение родового домена (т. н. «Рожмберкская доминия»). В самом конце века он, вероятно, приобрёл у своего дальнего родственника Ойиржа из Ломнице селение Клокоты (ныне пригород Табора). 12 апреля 1300 года он заключил соглашение со своей матерью Гедвигой, по условиям которого Йиндржих становился единственным наследником её имений, а в 1302 году Йиндржиху по завещанию перешли все владения пресекшейся крумловской ветви Витковичей. После этого Йиндржих I сделал Чески-Крумлов своей новой резиденцией и административно-экономическим центром рожмберкского домена, приложив немалые усилия для развития города и всего Крумловского панства. Среди унаследованных владений было и панство Виткув-Камен.
В это же время король назначил Йиндржиха из Рожмберка на должность высочайшего коморника — одну из важнейших придворных должностей Чешского королевства (в этой должности Йиндржих впервые упоминается в грамоте от 6 января 1301 года, но вполне вероятно, что занял он её несколько раньше), которую он занимал до конца своей жизни. Будучи одним из высших вельмож государства, Йиндржих из Рожмберка в 1305 году находился у смертного одра короля Вацлава II, когда тот сообщил свою последнюю волю. В следующем году во время похода нового короля Вацлава III (1305—1306) в Польшу Йиндржих занял одну из ключевых позиций при оставленном королём управлять Чехией Генрихе Хорутанском. В 1307 году при короле Рудольфе I Габсбургском (1306—1307) Йиндржих получил в залоговое держание королевский замок Звиков в обеспечение обещанной королём передачи ему графства Раабс (по некоторым данным, документ о передаче Йиндржиху Звикова был составлен Йиндржихом от имени короля на следующий день после смерти Рудольфа I). После смерти Рудольфа Йиндржих из Рожмберка признал новым королём Чехии Генриха Хорутанского, который 13 сентября 1307 года передал ему Звиков с панством в наследственное залоговое держание. 14 августа 1308 года в Зноймо было подписано мирное соглашение между Генрихом Хорутанским и герцогом Австрии Фридрихом Красивым, одним из свидетелей чего был высочайший коморник Йиндржих из Рожмберка, поставивший свою подпись под этим документом.
Вскоре, однако, Йиндржих из Рожмберка перешёл в стан дворянской оппозиции королю Генриху Хорутанскому и в январе 1310 года вместе с Йиндржихом из Липы, Яном из Вартенберка и другими виднейшими представителями чешской знати принял участие во встрече с императором Генрихом VII в Нюрнберге, где чешские аристократы предложили Генриху женить его сына Иоганна Люксембургского на чешской принцессе Элишке Пршемысловне и избрать Иоганна на чешский престол. Йиндржих, однако, не дожил до коронации Иоганна Люксембургского королём Чехии — 4 июля 1310 года (по данным чешского историка Августа Седлачека, 22 сентября 1310 года) Йиндржих I из Рожмберка умер и был погребён в Вишебродском монастыре. Согласно «Рожмберской хронике» Вацлава Бржезана, Йиндржих «с усердием руководил земскими делами и на важнейшей работе оставался в Праге, на граде Пражском занемог, в год Господень 1310 в день благословенного Прокопа исповедника жизнь свою окончил, для похорон в Вишебродский монастырь увезён и там погребён». После смерти Йиндржиха должность высочайшего коморника Чешского королевства занял его единственный сын Петр I из Рожмберка.

## Семья
Йиндржих I из Рожмберка был женат на Альжбете (Элишке) (ум. 22 января 1307), дочери или сестре пана Мутины из Костомлат (впервые вместе с супругой Йиндржих упоминается в документе, датированном 11 ноября 1281 года). В этом браке родилось пятеро детей — один сын и четыре дочери:
- Петр I из Рожмберка (ум. 1347) по прозвищу Кающийся или Доблестный (чеш. Udatný) — наследовал все владения отца, с 1310 года занимал должность высочайшего коморника Чешского королевства[6][13];
- Йогана (Йоганка) из Рожмберка (ум. 3 февраля 1317) — супруга северочешского пана Бенеша из Михаловиц[6][14][15] (по данным Вацлава Бржезана, супруга его отца Яна I из Михаловиц[16]);
- Маркета из Рожмберка (ум. 14 июня 1357) — супруга южночешского пана Бавора III из Стракониц (ум. 1317)[6][17][18];
- Анежка из Рожмберка (годы жизни не известны) — супруга северочешского пана Пертольда из Липе (ум. 1347)[6][15];
- Элишка из Рожмберка (ум. около 1344) — супруга моравского пана Вока II из Краварж[19][6][15].